# گندراسوی خوک‌بینی هامبولت
گندراسوی خوک‌بینی هومبُلت (نام علمی: Conepatus humboldtii) نام یک گونه از سرده گندراسوی خوک‌بینی است.